# پیتر گوردون (ورزشکار)
پیتر گوردون (انگلیسی: Peter Gordon; ۱۶ اوت ۱۸۸۲ – ۲۶ ژوئن ۱۹۷۵) قایقران قایق بادبانی اهل کانادا بود.